# Okulogyre Krise
Als okulogyre Krise oder Blickkrampf (englisch tonic-eye fits) wird eine Art von Dystonie benannt, bei der sich, oft arzneimittelinduziert, die Augäpfel der Betroffenen in eine bestimmte Richtung bewegen, ohne dass sie dies kontrollieren können. Bei der okulogyren Krise handelt es sich um eine nichtepileptische Bewegungsstörung der Augen.

## Ursachen
Medikamente, die diese Krise verursachen können, sind Neuroleptika (wie Haloperidol, Aripiprazol oder Olanzapin), Carbamazepin, Chloroquin,  Cisplatin, Diazoxid, Levodopa,  Metoclopramid, Domperidon, Nifedipin, Pemolin und Phencyclidin.
Andere Ursachen können die Parkinson-Krankheit, das Tourette-Syndrom oder Multiple Sklerose sein. Eine seltene, angeborene Ursache kann ein AADC Mangel sein. Bis in die 1920er Jahre war das postenzephalitische Parkinsonsyndrom eine der Hauptursachen.

## Symptome
Anfängliche Symptome können beispielsweise Unruhe, Aufregung, Unwohlsein oder ein starrer Blick sein. Danach kommt die charakteristisch beschriebene Aufwärtsbewegung der Augen. Die am häufigsten beschriebenen Befunde können eine Bewegung des Kopfes nach hinten oder zur Seite, ein weit geöffneter Mund und Augenschmerzen sein. Es kann sich ein Erschöpfungszustand nach der Krise einstellen.
Andere Merkmale, die während einer Krise bemerkt werden, sind Mutismus, Palilalie, Augenzwinkern, Tränenfluss, Pupillenerweiterung, Speichelfluss, Bluthochdruck, Kopfschmerzen, Paranoia, Depression, Zwangsgedanken, Depersonalisation, Gewalt und obszönes Vokabular.

## Okulogyrer Anfall
Beim okulogyren Anfall handelt es sich um einen epileptischen Anfall mit tonischer Seitbewegung der Augen.

## Behandlung
Unmittelbare Behandlung nach einer arzneimittelinduzierten okulogyren Krise kann mit einer intravenösen Verabreichung von Benzatropin erreicht werden, was üblicherweise nach fünf Minuten wirkt, obwohl es bis zu einer halben Stunde dauern kann, bis die volle Wirkung eintritt.